# Новая церковь Святого Петра (Страсбург, протестантская)
Новая протестантская церковь Святого Петра в Страсбурге (также Сен-Пьер-ле-Жён; фр. Église protestante Saint-Pierre-le-Jeune de Strasbourg, нем. Jung-Sankt-Peter protestantisch Straßburg) — протестантская церковь, расположенная в центре города Страсбург (Эльзас, Гранд-Эст); здание монастырского храма при монастыре Святого Петра было возведено в 1031 году на месте часовни и паломнической церкви эпохи Меровингов; была перестроена в готическом стиле ранее 1320 года; в период между Реформацией и строительством отдельного здания для католической общины, церковь совместно использовалась католиками и протестантами; является историческим памятником.

## История и описание

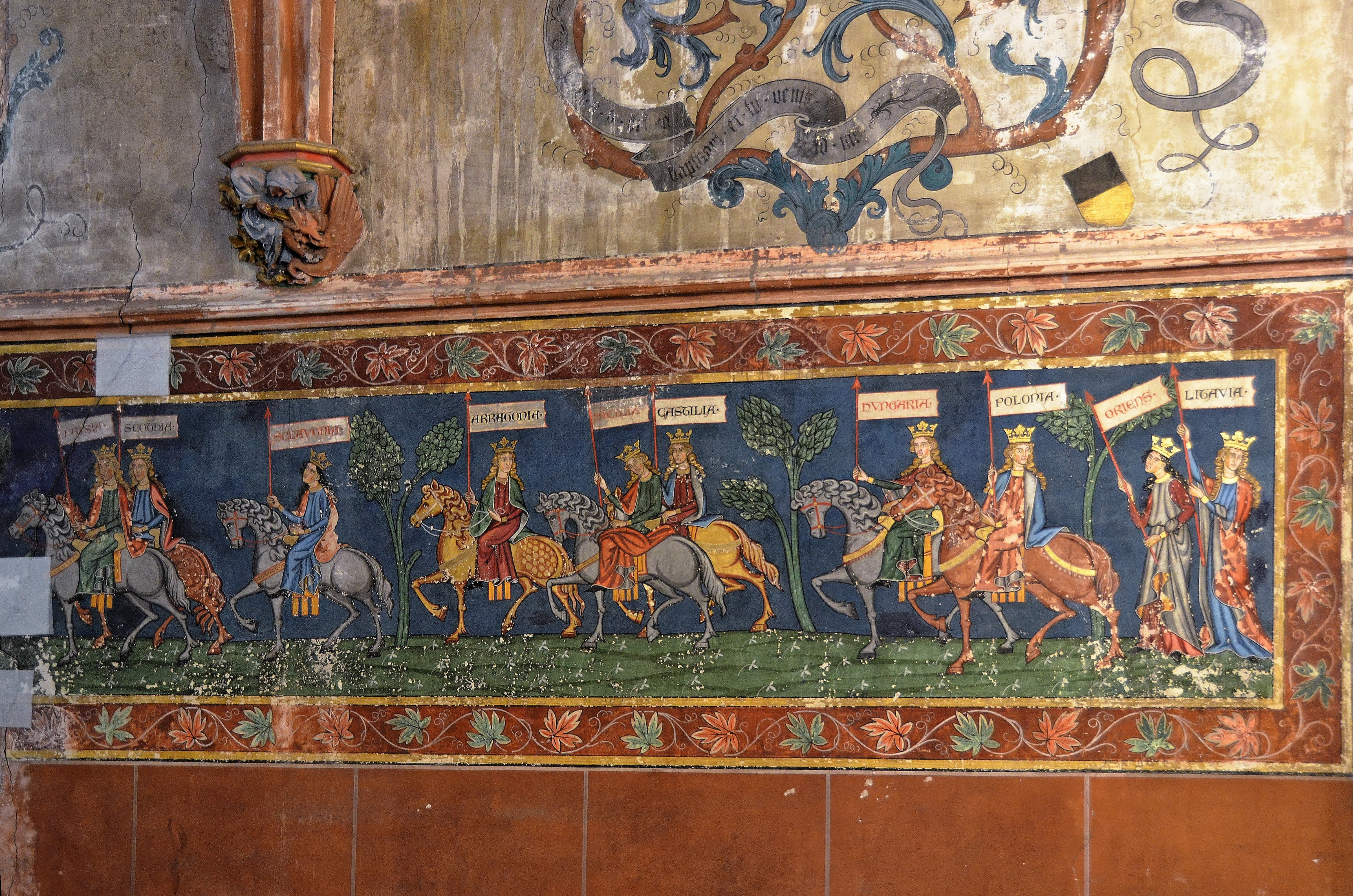
Фреска, изображающая путь разных народов к христианству

В эпоху Меровингов на месте современного здания Новой церкви Святого Петра в Страсбурге стояла часовня и небольшой паломнических храм, посвящённые Святому Колумбану. В 1031 году епископ Вильгельм основал здесь монастырь, освящённый в честь Святого Петра; для монастыря был построен комплекс зданий в романском стиле. Ранее 1320 года церковь при монастыре была отреставрирована и перестроена в готическом стиле.
После того как город Страсбург провел в 1524 году Реформацию, храм стал лютеранским. После включения города в состав Королевства Франции в 1681 году, церковь была разделена — по инициативе её главы — стеной: неф остался лютеранским, а хор стал католическим коллегиальным и приходским храмом. Разведение на части сохранилось до конца XIX века, когда помещения хора стало явно достаточно для выросшей католической общины. Отдельная неороманская католическая церковь Сен-Пьер-ле-Жон была построена к 1893 году. После этого разделительная стена была удалена. В 1897—1901 годах здание было восстановлено и частично перестроено архитектором из Карлсруэ Карлом Шефером (Carl Wilhelm Ernst Schäfer).